# Coronación de Eduardo VIII del Reino Unido
La coronación del rey Eduardo VIII del Reino Unido debía tener lugar en la Abadía de Westminster el 12 de mayo de 1937. Los preparativos ya habían comenzado cuando Eduardo VIII abdicó al trono el 11 de diciembre de 1936 debido a la oposición a su intención de casarse con la dos veces divorciada estadounidense Wallis Simpson, como resultado, la coronación fue cancelada y en su lugar en esa fecha se llevó a cabo la Coronación de Jorge VI del Reino Unido e Isabel Bowes-Lyon.

## Ascensión al trono
En enero de 1936 el rey Jorge V del Reino Unido murió y su hijo mayor, Eduardo, lo sucedió como rey. Eduardo VIII no estaba casado sin embargo la socialité estadounidense Wallis Simpson lo había acompañado en numerosas ocasiones en los años previos a 1936. Simpson estaba casada con el ejecutivo naviero Ernest Aldrich Simpson y ya se había divorciado anteriormente. Su relación con el nuevo rey aún no había sido reportada en la prensa británica.

## Preparativos

### Planeación
El Comité de Coronación se reunió por primera vez el 24 de junio de 1936 en donde el Lord Presidente del Consejo, Ramsay MacDonald y el Duque de Norfolk, Bernard Fitzalan-Howard, discutieron los procedimientos. MacDonald presidió el Comité de Coronación mientras que Fitzalan-Howard, siendo Conde Mariscal, presidió el comité ejecutivo. El hermano de Eduardo VIII, el príncipe Alberto, duque de York (futuro Jorge VI), tomó su lugar en ambos comités. si se podía prescindir de ella, pero finalmente aceptó que un servicio más breve, esto derivó en que se abandonaran los planes para una procesión real por Londres al día siguiente, un servicio de acción de gracias en la Catedral de San Pablo y una cena con dignatarios de Londres.

### Arzobispo de Canterbury
Aunque el comité ejecutivo estaba presidido por el Conde mariscal, el Arzobispo de Canterbury, Cosmo Gordon Lang, también fue una fuerza impulsora detrás de los preparativos para la coronación por lo que muchas de las decisiones con respecto al orden del servicio fueron tomadas por él o con él. Debido a su cargo, Lang fue miembro tanto del Comité de Coronación como del comité ejecutivo. Desempeñó un papel destacado en el proceso de planificación, convirtiéndose en un mediador clave cuando surgían dudas, además se ocupó de cuestiones sobre cómo el servicio debía ser transmitido por los medios de comunicación.

## Abdicación
El deseo del rey de casarse con Wallis Simpson produjo una crisis constitucional que terminó con su abdicación del trono el 11 de diciembre de 1936. Mientras los planes de coronación, ahora para el siguiente monarca, seguían adelante, miles de empresas se quedaron con cientos de miles o millones de recuerdos y objetos con el rostro o el monograma del ex rey.

## Recuerdos

### Monedas

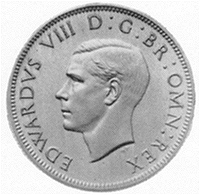
Muestra de un chelín con el rostro de Eduardo VIII, diseñada por Humphrey Paget.

Debido a la brevedad de su reinado, tanto las muestras de monedas como las monedas en circulación con el rostro de Eduardo VIII son extremadamente raras y muy deseadas por los numismáticos.
Aunque no estaba previsto que se acuñaran monedas de plata hasta justo antes de la coronación, la nueva moneda de tres peniques ya se estaba fabricando para su introducción a principios de enero de 1937. Estas monedas, junto con otras monedas de los reinos de la mancomunidad, fueron fundidas aunque persisten los rumores de la supervivencia de un dólar canadiense.[cita requerida]
Se cree que sobrevivieron menos de una docena de pruebas de acuñación con la imagen de Eduardo VIII.
También se emitieron algunos soberanos mientras que la Royal Mint tiene una colección de modelos para las monedas con la imagen del rey.
En cuatro posesiones británicas: África Occidental Británica, África Oriental Británica, Fiji y el Territorio de Papúa, acuñaron un total de siete monedas de baja denominación con el nombre del monarca pero sin su imagen. Tres estados de la India, Jodhpur, Jaipur y Kutch, produjeron cada uno una moneda con su nombre de Eduardo en sus respectivas escrituras locales.
Antes de la entrada en circulación de estas monedas, se enviaron doce monedas a los fabricantes de máquinas expendedoras para permitir la calibración de sus máquinas, estas monedas nunca fueron devueltas a la Royal Mint; seis de ellas están en manos privadas y valen miles de libras mientras que el resto siguen desaparecidas. Un ejemplar se vendió en subasta en 2013 por un precio de 30000 libras esterlinas.[cita requerida]

### Sellos postales

#### Reino Unido

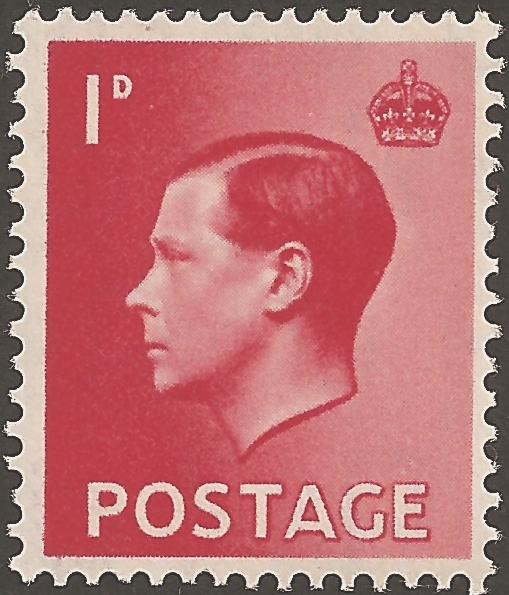
Estampa de un penique con la imagen de Eduardo VIII.

En cuanto comenzó el reinado de Eduardo VIII, en enero de 1936, la General Post Office comenzó a preparar dos emisiones después de una serie de cuatro sellos definitivos considerados como una "Emisión de adhesión". La General Post Office trabajó junto a la empresa Harrison & Sons para realizar una "Emisión de Coronación" prevista para el 12 de mayo de 1937 y una "Emisión Definitiva" final. Los sellos de ensayo se realizaron con el rey vistiendo diferentes uniformes militares. En marzo de 1936, el rey aceptó la idea de tener sellos más grandes que representaran su efigie y sus castillos, sin embargo, su abdicación puso fin a todo trabajo de diseño.

#### Australia

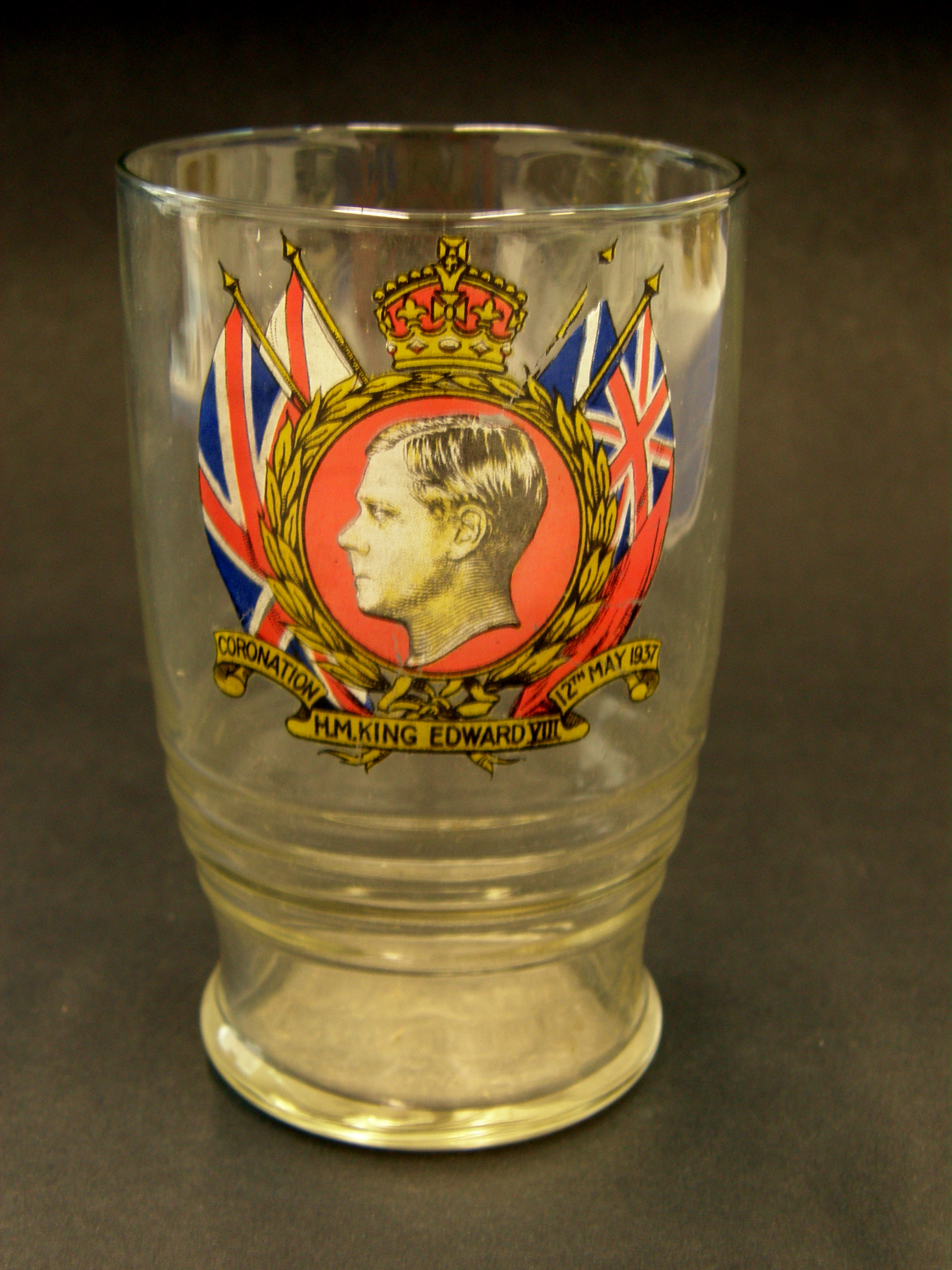
Vaso de vidrio conmemorativo producido para la coronación de Eduardo VIII.

El proyecto del sello rojo de dos peniques en Australia usó una fotografía del rey en uniforme, tenía la denominación escrita en un óvalo en la esquina inferior derecha y las letras "POSTAGE" en la parte inferior. La impresión de este sello comenzó en septiembre de 1936 en la sucursal de impresión del Commonwealth Bank. Todas las operaciones se detuvieron después de la abdicación.
Pese a la destrucción de los sellos existentes y de todo el material necesario para su impresión, un bloque de seis de los sellos de dos peniques está en manos de un coleccionista británico, los sellos aún existen y se vendieron por 123.000 dólares estadounidenses en una subasta en 2015.

#### Canadá
En Canadá, la destrucción oficial de los sellos y pruebas con la imagen de Eduardo VIII tuvo lugar entre el 25 y el 27 de enero de 1937; algunos sellos de ensayo fueron conservados en los archivo mientras que dos moldes de yeso fueron salvados por el grabador de monedas Emmanuel Hahn y por un funcionario de correos.

### Otros recuerdos
Hay historias de escuelas recuperando tazas y platos conmemorativos de sus alumnos para reemplazarlos por otros diseñados para el nuevo rey y la reina, por otro lado muchos vendedores pusieron a la venta los artículos sobrantes. 